# Brasilien ved sommer-OL 2024
Brasilien deltog i sommer-OL 2024 i Paris, Frankrig i perioden 26. juli til 11. august 2024.
Den olympiske guldvinder Isaquias Queiroz og rugby-syverspilleren Raquel Kochhann var landets flagbærere ved åbningsceremonien.
Brasilianske atleter vandt i alt 20 medaljer, hvoraf tre var guld.

## Medaljer
| 2024 Paris | Guld | Sølv | Bronze | Total |
| Brasilien  | 3    | 7    | 10     | 20    |

### Medaljevinderne
| Brasilien under sommer-OL 2024 i Paris | Brasilien under sommer-OL 2024 i Paris | Brasilien under sommer-OL 2024 i Paris | Brasilien under sommer-OL 2024 i Paris | Brasilien under sommer-OL 2024 i Paris |
| Medalje                                | Navn                                   | Sport                                  | Event                                  | Dato                                   |
| -------------------------------------- | -------------------------------------- | -------------------------------------- | -------------------------------------- | -------------------------------------- |
| Guld                                   | Rebeca Andrade                         | Øvelse på gulv                         | Gymnastik                              | 05/8/24                                |
| Guld                                   | Beatriz Souza                          | kvinder +78 kg                         | Judo                                   | 02/8/24                                |
| Guld                                   | Ana Patrícia Duda Lisboa               | Beach kvinder                          | Volleyball                             | 11/08/24                               |
| Sølv                                   | Caio Bonfim                            | 20 km kapgang                          | Atletik                                | 01/8/24                                |
| Sølv                                   | Rebeca Andrade                         | Mangekamp                              | Gymnastik                              | 01/8/24                                |
| Sølv                                   | Willian Lima                           | 66 kg                                  | Judo                                   | 10/8/24                                |
| Sølv                                   | Tatiana Weston-Web                     | Kvinder shortboard                     | Surfing                                | 05/8/24                                |
| Sølv                                   | Queiroz Isaquias                       | C1 1000 m mænd                         | Kajak/kano                             | 09/8/24                                |
| Sølv                                   | -                                      | Kvinder                                | Fodbold                                | 10/8/24                                |
| Sølv                                   | Rebeca Andrade                         | Spring over hest                       | Gymnastik                              | 03/8/24                                |
| Bronze                                 | -                                      | Kvinder hold                           | Gymnastik                              | 05/8/24                                |
| Bronze                                 | Larissa Pimenta                        | Kvinder 52 kg                          | Judo                                   | 03/8/24                                |
| Bronze                                 | -                                      | Mixed Hold                             | Judo                                   | 03/8/24                                |
| Bronze                                 | Alison Dos Santos                      | 400 m hækkeløb                         | Atletik                                | 08/8/24                                |
| Bronze                                 | Gabriel Medina                         | Mænd Shortboard                        | Surfer                                 | 05/8/24                                |
| Bronze                                 | Augusto Akio                           | mænd                                   | Skateboard                             | 07/8/24                                |
| Bronze                                 | Rayssa Leal                            | Kvinde                                 | Skateboard                             | 28/07/24                               |
| Bronze                                 | Beatriz Ferreira                       | Kvinde letvægt 60 kg                   | Boksning                               | 06/8/24                                |
| Bronze                                 | Edival Pontes                          | Mænd 68 kg                             | Taekwondo                              | 08/8/24                                |
| Bronze                                 | -                                      | Kvinder                                | Volleyball                             | 09/8/24                                |